# Bustelo (Penafiel)
Bustelo ist eine Gemeinde im Norden Portugals. Sie gehört zum Kreis Penafiel im Distrikt Porto, besitzt eine Fläche von 6,9 km² und hat 1682 Einwohner (Stand 19. April 2021).

## Bauwerke

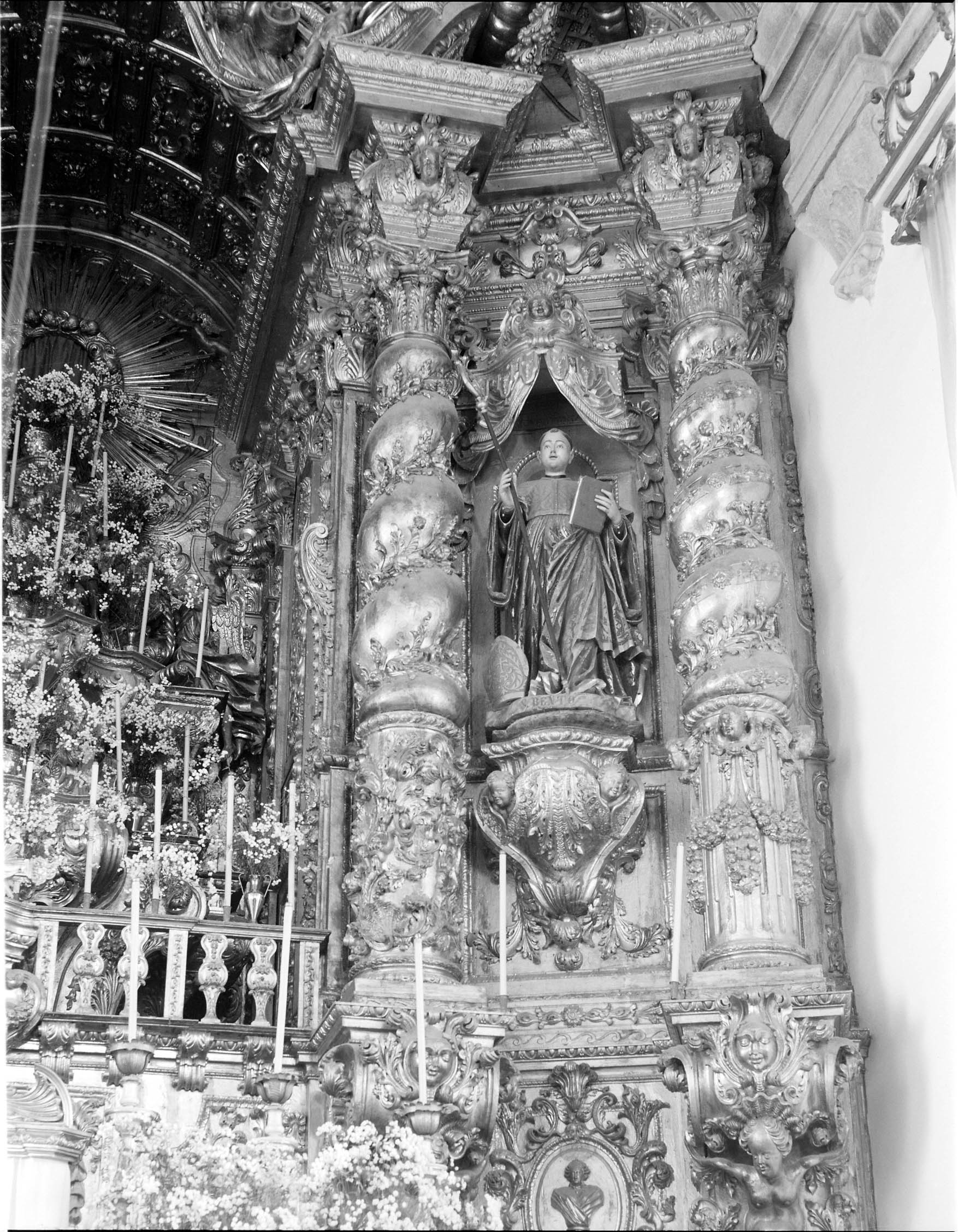
Kirche im Kloster Bustelo

- Kloster von Bustelo